# Narathura fulla
Narathura fulla är en fjärilsart som beskrevs av William Chapman Hewitson 1862. Narathura fulla ingår i släktet Narathura och familjen juvelvingar. Inga underarter finns listade i Catalogue of Life.